# Виконт Бридпорт
Виконт Бридпорт (англ. Viscount Bridport) — наследственный титул, созданный один раз в системе Пэрства Великобритании (1800—1814) и один раз в системе Пэрства Соединённого королевства (с 1868 года). Первая креация угасла в 1814 году, а вторая креация существует до сих пор.

## История
Сэр Александр Худ (1726—1814), младший брат Сэмюэла Худа, 1-го виконта Худа (1724—1816), был выдающимся флотоводцем. В 1794 году для него был создан титул барона Бридпорта в системе Пэрства Ирландии с правом наследования для его внучатого племянника Сэмюэла Худа, второго сына Генри Худа (позже 2-го виконта Худа) и внука 1-го виконта Худа. Александр Худ, дядя первого виконта Худа и первого виконта Бридпорта, был предком баронетов Фуллер-Экланд-Худ Сент-Одри и баронов Сент-Одри. В 1796 году для Александра Худа был создан титул барона Бридпорта из Крикет Сент-Томас в графстве Сомерсет (Пэрство Великобритании), 16 июня 1800 года он получил титул виконта Бридпорта из Крикет Сент-Томас в графстве Сомерсет (Пэрство Великобритании). Два последних титула были созданы с правом наследования его мужскими потомками. Александр Худ был депутатом Палаты общин Великобритании от Бриджуотера (1784—1790) и Бакингема (1790—1796).

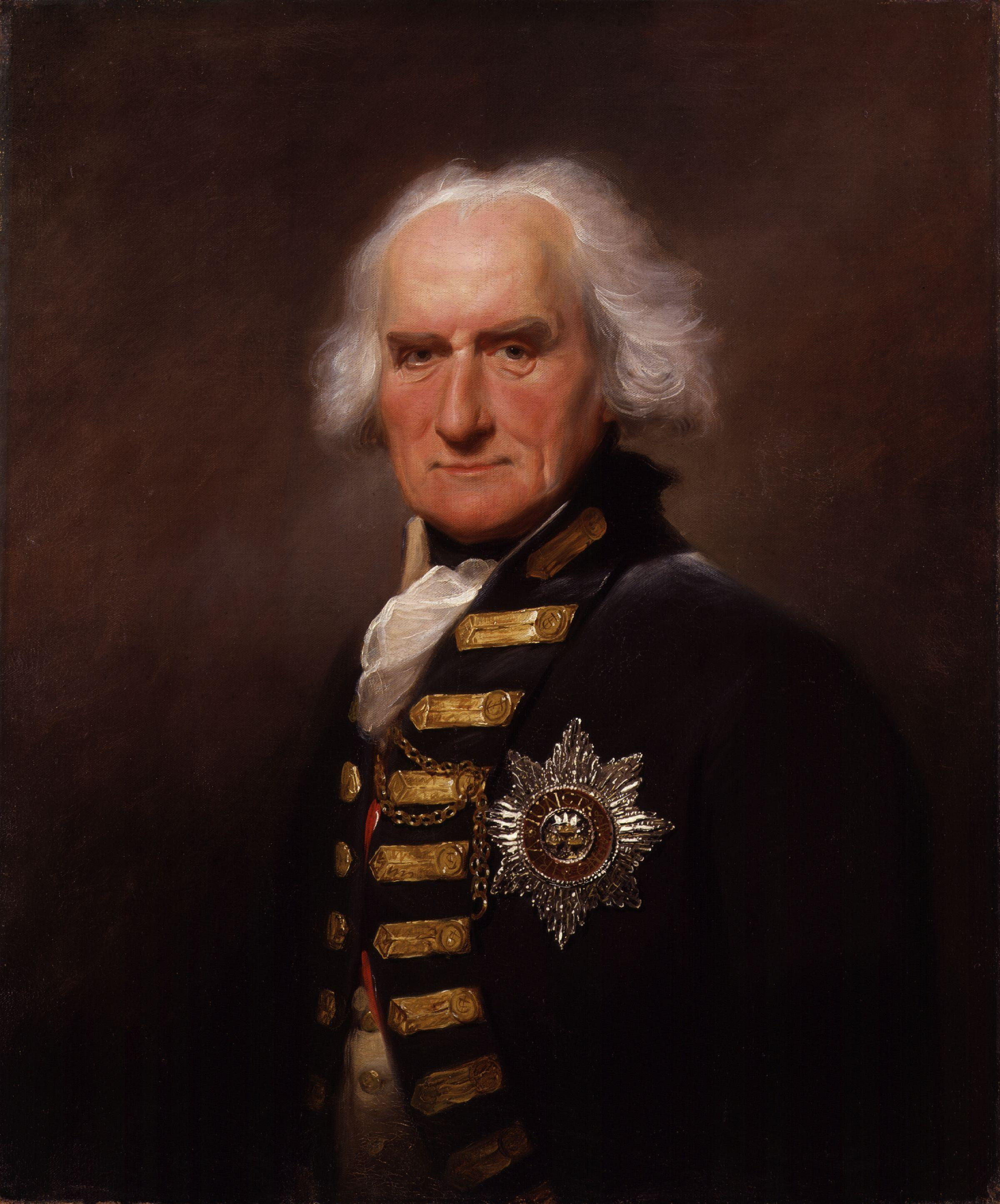
Александр Худ, 1-й виконт Бридпорт (1726—1814)

В 1814 году Александр Худ, 1-й виконт Бридпорт, скончался без мужского потомства в 1814 году. Титулы барона Бридпорта и виконта Бридпорта прервались после его смерти. Однако титул барона Бридпорта креации 1794 года унаследовал его вышеупомянутый внучатый племянник, Сэмюэл Худ, 2-й барон Бридпорт (1788—1868). Он заседал в Палате общин от Хейтсбери (1812—1818). В 1810 году 2-й барон Бридпорт женился на леди Шарлотте Мэри Нельсон, 2-й герцогине Бронте (1787—1873), единственной дочери и наследнице Уильяма Нельсона, 1-го графа Нельсона, старшего брата Горацио Нельсона, 1-го виконта Нельсона. Лорду Бридпорту наследовал его сын, Александр Нельсон Худ, 3-й барон Бридпорт (1814—1904), который был генералом британской армии. 6 июля 1868 года для него был создан титул виконта Бридпорта из Крикет Сент-Томас в графстве Сомерсет и Бронте (Пэрство Соединённого королевства). В 1873 году он также унаследовал от своей матери титул герцоге Бронте (Duca di Bronté) в Королевстве Обеих Сицилий. Этот герцогский титул был пожалован его предку Горацио Нельсону в 1799 году королём Фердинандом I в награду за поддержку его королевства.

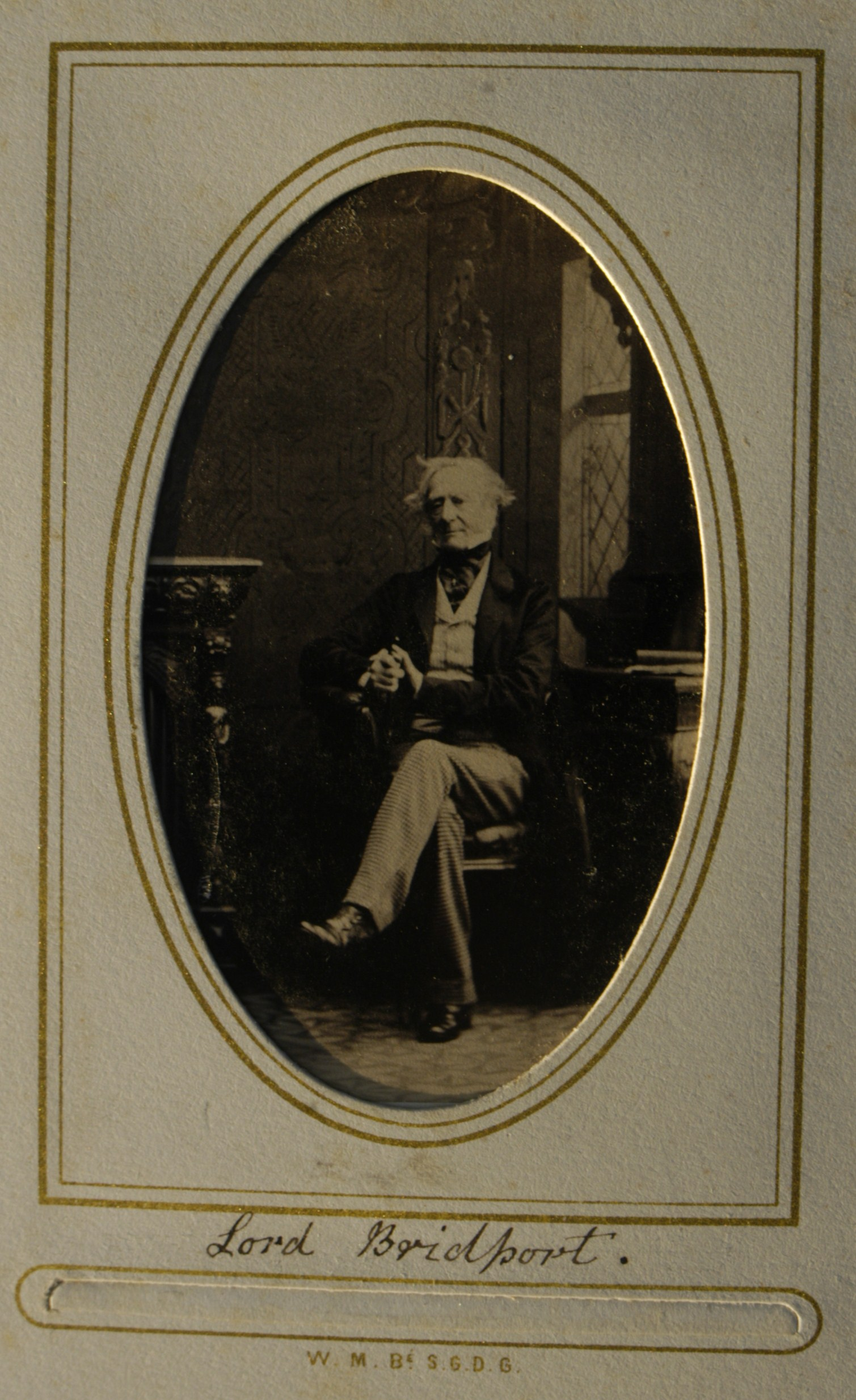
Сэмюэл Худ, 2-й барон Бридпорт

Ему наследовал в 1904 году его старший сын, Артур Худ, 2-й виконт Бридпорт (1839—1924). Его младший брат, достопочтенный сэр Александр Нельсон Худ (1854—1937) получил титул 5-го герцога Бронте. 2-й виконт Бридпорт, член консервативной партии, представлял в Палате общин Западный Сомерсет (1868—1880). Его сменил его внук, Роуленд Худ, 3-й виконт Бридпорт, 6-й герцог Бронте (1911—1969). Он был сыном достопочтенного Мориса Генри Нельсона Худа (1881—1915), который погиб в бою за Галлиполи в 1915 году. Лорд Бридпорт был капитан-лейтенантом королевского флота и в 1939—1940 годах занимал пост лорда в ожидании в правительстве Невилла Чемберлена.
По состоянию на 2024 год носителем титула являлся его сын, Александр Худ, 4-й виконт Бридпорт и 7-й герцог Бронте (род. 1948), который сменил своего отца в 1969 году.

## Виконты Бридпорт, первая креация (1800)
- 1800—1814: Александр Худ, 1-й виконт Бридпорт (2 декабря 1726 — 2 мая 1814), второй сын преподобного Сэмюэла Худа (ум. 1777), младший брат Сэмюэла, 1-го виконта Худа

## Бароны Бридпорт (1794)
- 1794—1814: Александр Худ, 1-й виконт Бридпорт, 1-й барон Бридпорт (2 декабря 1726 — 2 мая 1814), второй сын преподобного Сэмюэла Худа (ум. 1777)
- 1814—1868: Сэмюэл Худ, 2-й барон Бридпорт (7 сентября 1788 — 6 января 1868), второй (младший) сын Генри Худа, 2-го виконта Худа (1753—1836), внучатый племянник предыдущего
- 1868—1904: Александр Нельсон Гуд, 3-й барон Бридпорт (23 декабря 1814 — 4 июня 1904), старший сын предыдущего, виконт Бридпорт с 1868 года.

## Виконты Бридпорт, вторая креация (1868)

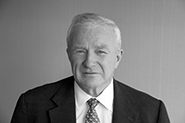
Александр Нельсон Худ, 4-й виконт Бридпорт, 7-й герцог Бронте (род. 1948)

- 1868—1904: Александр Нельсон Худ, 1-й виконт Бридпорт (23 декабря 1814 — 4 июня 1904), старший сын Сэмюэла Худа, 2-го виконта Бридпорта
- 1904—1924: Артур Веллингтон Александр Нельсон Худ, 2-й виконт Бридпорт (15 декабря 1839 — 28 марта 1924), старший сын предыдущего
- 1924—1969: Роуленд Артур Герберт Нельсон Худ, 3-й виконт Бридпорт (22 мая 1911 — 25 июля 1969), единственный сын достопочтенного Мориса Генри Нельсона Худа (1881—1915), второго сына предыдущего
- 1969 — н. в.: Александр Нельсон Худ, 4-й виконт Бридпорт (род. 17 марта 1948), единственный сын предыдущего от второго брака
  - Наследник титула: достопочтенный Перегрин Александр Нельсон Худ (род. 30 августа 1974), единственный сын предыдущего от первого брака
  - Наследник наследника: достопочтенный Энтони Нельсон Худ (род. 7 января 1983), единокровный брат предыдущего.

## Герцоги диБронте(1799)
- 1799—1805: Горацио Нельсон, 1-й герцог Бронте, 1-й виконт Нельсон (29 сентября 1758 — 21 октября 1805), сын приходского священника Эдмунда Нельсона (1722—1802) и Кэтрин Саклинг (1725—1767)
- 1805—1835: Уильям Нельсон, 2-й герцог Бронте, 1-й граф Нельсон (20 апреля 1757 — 28 февраля 1835), старший брат предыдущего
- 1835—1873: Шарлотта Мария Нельсон, 3-я герцогиня Бронте (20 сентября 1787 — 29 января 1873), единственная дочь предыдущего. С 1810 года жена Сэмюэла Худа, 2-го барона Бридпорта (1788—1868)
- 1873—1904: Александр Нельсон Худ, 4-й герцог Бронте, 1-й виконт Бридпорт (23 декабря 1814 — 4 июня 1904), старший сын предыдущей
- 1904—1937: достопочтенный Сэр Александр Нельсон Худ, 5-й герцог Бронте (28 июня 1854 — 1 июня 1937), четвертый сын предыдущего
- 1937—1969: Роуленд Артур Герберт Нельсон Худ, 6-й герцог Бронте, 3-й виконт Бридпорт (22 мая 1911 — 25 июля 1969), единственный сын достопочтенного Мориса Генри Нельсона Худа (1881—1915), второго сына Артура Веллингтона Александра Нельсона Худа, 2-го виконта Бридпорта (1839—1924), племянник предыдущего
- 1969 — настоящее время: Александр Нельсон Худ, 7-й герцог Бронте, 4-й виконт Бридпорт (род. 17 марта 1948), единственный сын предыдущего от второго брака
  - Наследник: достопочтенный Перегрин Александр Нельсон Худ (род. 30 августа 1974), единственный сын предыдущего от первого брака.